# Jasonsmithita
La jasonsmithita és un mineral de la classe dels fosfats. Rep el nom en honor a Jason Boyd Smith (n. 1977), geòleg i col·leccionista de minerals de Charlotte, Carolina del Nord, EUA, qui va trobar l'exemplar tipus.

## Característiques
La jasonsmithita és un fosfat de fórmula química Mn2+₄ZnAl(PO₄)₄(OH)(H₂O)₇·3.5H₂O. Es tracta d'una espècie aprovada per l'Associació Mineralògica Internacional, i publicada per primera vegada el 2021. Cristal·litza en el sistema monoclínic. La seva duresa a l'escala de Mohs és 2. Químicament és una mica similar al ferraioloïta.
Les mostres que van servir per a determinar l'espècie, el que es coneix com a material tipus, es troben conservades a les col·leccions mineralògiques del Museu d'Història Natural del Comtat de Los Angeles, a Los Angeles (Califòrnia) amb els números de catàleg: 74374, 74375 i 74376.

## Formació i jaciments
Va ser descoberta a la mina Foote Lithium Co., situada al districte miner de Kings Mountain, dins el comtat de Cleveland (Carolina del Nord, Estats Units), on es troba en forma de prismes incolors a marrons clars, lleugerament aplanats de fins a aproximadament 1 mm de longitud, amb terminacions en forma de falca. Es tracta de l'únic indret de tot el planeta on ha estat descrita aquesta espècie mineral.